# Festival Internacional de Santander

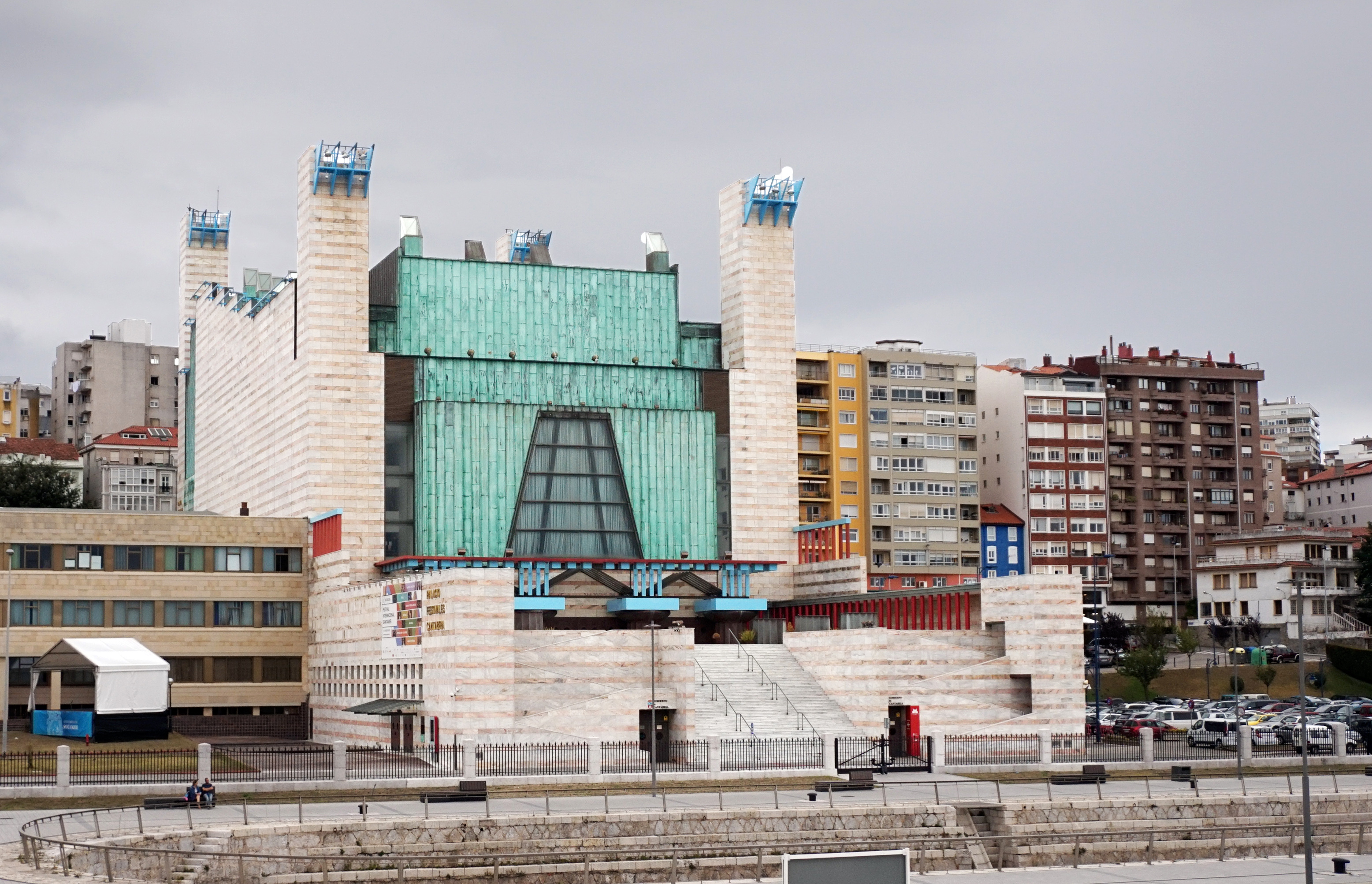
Palacio de Festivales de Santander, sede principal del FIS.

El Festival Internacional de Santander (FIS) es un festival de música que se celebra todos los años en la ciudad de Santander y la comunidad autónoma de Cantabria (España), desde mediados del siglo XX.

## Historia
El festival tiene sus orígenes en 1948, cuando la Universidad Internacional Menéndez Pelayo organizó unas veladas con el objetivo de mostrar al público universitario, extranjero en gran parte, el folclore, la música y el teatro español. Ignacio Aguilera, Santiago y José Manuel Riancho y el entonces Gobernador civil de Santander, Jacobo Roldán Losada, son los primeros responsables de esta manifestación, que pronto conseguirá alta categoría, llamando la atención de toda clase de público y convirtiéndose en un acontecimiento de carácter popular.
Es en 1952 cuando se organiza un teatro al aire libre en la plaza de Velarde, conocida como Plaza Porticada. En 1956, el Festival Internacional de Santander ingresa como miembro de la Asociación Europea de Festivales de Música. En sus primeras ediciones destaca la presencia del arte español, con la Orquesta Nacional de España, con Ataúlfo Argenta, los grupos de Coros y Danzas de la Sección Femenina, o las representaciones teatrales.
En 1953, junto a las compañías teatrales "Lope de Vega" o "María Guerrero", destaca el ciclo de las sinfonías de Ludwig van Beethoven, a cargo de la Orquesta Nacional de España, dirigida por Argenta, y la participación del Orfeón Donostiarra.
El carácter didáctico se define en 1954 con el teatro clásico, con la incorporación del ballet, participando entonces el de Janine Charrat y el de la Ópera de Helsinki. En lo sinfónico figuran en esta época la Orquesta de Berlín, dirigida por Von Benda; la de Suisse Romande, con Ansernet. Datan también de estos años la presencia de Mariemma y de Antonio. Nombres como Rubinstein, Casado, Brailowsky, Menuhin, Victoria de los Ángeles o Iturbi, dan cuerpo a las programaciones de los años comprendidos entre 1957 y 1959. Es en este año cuando se incorpora la ópera con la representación de la "Carmen" de Bizet, con el montaje del Festival de Aix en Provence.

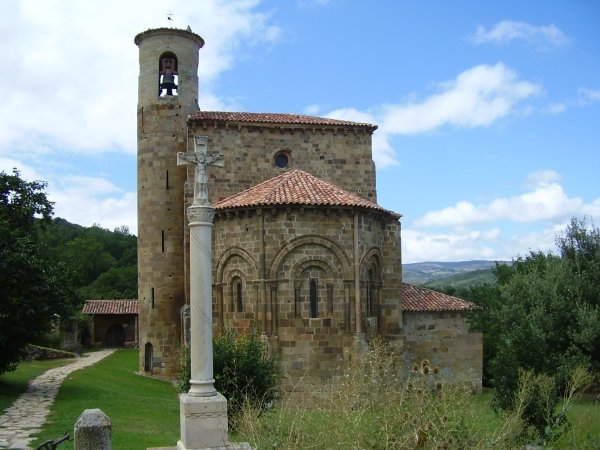
San Martín de Elines, una de las muchas iglesias y edificios históricos donde se desarrollan actuaciones.

El 20 de agosto de 1962 se oye por primera vez en Santander "La Atlántida", de Falla. En 1966 se celebra un Certamen Nacional de Danza y se presenta el Ballet de Moisiev. En 1970 se estrena la cantata "Los gozos de Nuestra Señora", obra encargada por el Festival a Ernesto Halffter. En 1976 hay un programa conmemorativo de sus bodas de plata.
Desde este año a 1978 el Festival se mantiene dentro de las posibilidades presupuestarias de cada momento. La dirección del Festival durante estos años correspondía al Delegado Provincial del Ministerio de Información y Turismo. De tal manera, lo dirigen, sucesivamente, José Manuel Riancho, Enrique Oltra Moltó, J. Luis Herrero Tejedor, Emilio Villalaín y Jaime García de Enterría. Entre esos años cabe citar las actuaciones de Rudolf Nureyev, el American Theatre Ballet o el Cuerpo de Danza y Coros del Ejército ruso, solistas como Lucero Tena, Antonio Gades o Rafael de Córdoba, e intérpretes de reconocido prestigio europeo. 
Es José Luis González Sobral quien decide la adecuación del Festival al momento histórico poniendo en marcha su descentralización, creando un patronato por el cual el Festival pasa a depender del Gobierno de Cantabria y del Ayuntamiento de Santander. 
En agosto de 1979 se nombra director a José Luis Ocejo García, que marca claramente una nueva línea. Articula distintos ciclos, crea otros, como el de Grandes Jóvenes Valores, cita contenidos, introduce la música contemporánea, con encargos a diversos compositores, como Balada, Barja, Larrauri, Marco o Luis de Pablo. Extiende las actividades a los marcos artísticos de Cantabria y conecta con las demás artes. No se olvida del pueblo de Cantabria, de su música. En paralelo a la programación del Festival se encuentra el Concurso Internacional de Piano de Santander "Paloma O'Shea", que se celebra cada dos años.
En 2012 se nombra nuevo director del FIS a Jaime Martín, reputado músico y director de orquesta que inicia una nueva etapa en los contenidos de la programación y un fuerte control en los presupuestos debido al gran déficit que dejó la gestión de José Luis Ocejo. En 2024 se nombra a Cosme Marina como nuevo director del Festival.
En 1983 Santander fue la sede de la Asamblea Anual de la Asociación Europea de Festivales. En 1984 es aprobado el proyecto del arquitecto Francisco Javier Sáenz de Oiza para el Palacio de Festivales, que se ubicaría en el muelle Gamazo. En 1990 el edificio es acabado, y desde entonces el Palacio de Festivales sigue siendo uno de los edificios más emblemáticos y controvertidos de la ciudad de Santander.